# مستخلص بذور العنب
مستخلص بذور العنب هو مشتق صناعي من بذور العنب الكاملة. يحتوي المستخلص على البروسيانيدنات. تُقاس جودة مستخلص بذور العنب بمحتواها من البروسيانيدنات. وعمومًا، تحتوي نوعية مستخلص بذور العنب على 95٪ من البروسيانيدنات، لكن تختلف فعاليتها بين المنتجات. يؤدي تناول الأطعمة أو المشروبات التي تحتوي على نسبة عالية من تختلف إلى الإحساس بتجعد الفم والجفاف، باعتبارها مادة قابضة للأوعية الدموية، كما هو الحال بعد تناول بعض المشروبات الكحولية.

## طريقة الاستخراج
تعتمد خصائص مستخلص بذور العنب على عملية الاستخراج المستخدمة للحصول عليها وكيفية زراعة العنب. تتضمن الطريقة التقليدية الاستخلاص بالمذيبات العضوية مثل الأسيتون والأسيتونتريل وأسيتات الإيثيل والميثانول. استخدمت طرق أخرى الماء الساخن، ولكنها لم تكن فعالة في رفع جودة إنتاج المستخلصات من حيث الكمية والكفاءة. وتُعتبر عملية الاستشراب السائل عالي الأداء هو التحليل الأكثر فعالية مع التحليل الطيفي للبروتون المغناطيسي م تحليل العنصر الرئيسي لضمان جودة المركب.

## بحث في الآثار الصحية المحتملة
استنتج التحليل التلوي من 16 تجربة مُعشاة ذات شواهد أن استخدام مستخلص بذور العنب، بجرعة تقل عن 800 ملليجرام يوميًا على مدى 8 أسابيع على الأقل يساهم بشكل كبير في خفض ضغط الدم الانقباضي وضغط الدم الانبساطي، على الرغم من أن الكميات كانت صغيرة (3 - 6 مم زئبق) ولم تحدث إلا في الأشخاص الذين يعانون من السمنة دون سن الخمسين والمُصابون بالمتلازمة الأيضية وارتفاع ضغط الدم. أفاد التحليل التلوي السابق عن انخفاض ضغط الدم الانقباضي ومعدل ضربات القلب، مع عدم وجود تأثير على مستوى الدهون بالدم أو بروتين سي التفاعلي.
ذكر المركز الوطني الأمريكي للصحة التكميلية والتكاملية أن تناول مستخلص بذور العنب عن طريق الفم لم يشتكي منه الأشخاص الذين تزيد أعمارهم عن 14 أسبوعًا. قد تشمل الآثار الجانبية لمستخلص بذور العنب على الآتي:
- حكة فروة رأس
- الدوار
- صداع
- ارتفاع ضغط الدم
- الغثيان

يُباع مستخلص بذور العنب في الطب البديل في شكل مكمل غذائي مع وجود مزاعم غير مدعومة بأدلة كافية أنه يتمتع بالعديد من الفوائد الصحية.